# Nuevo Acceso Ferroviario a Andalucía

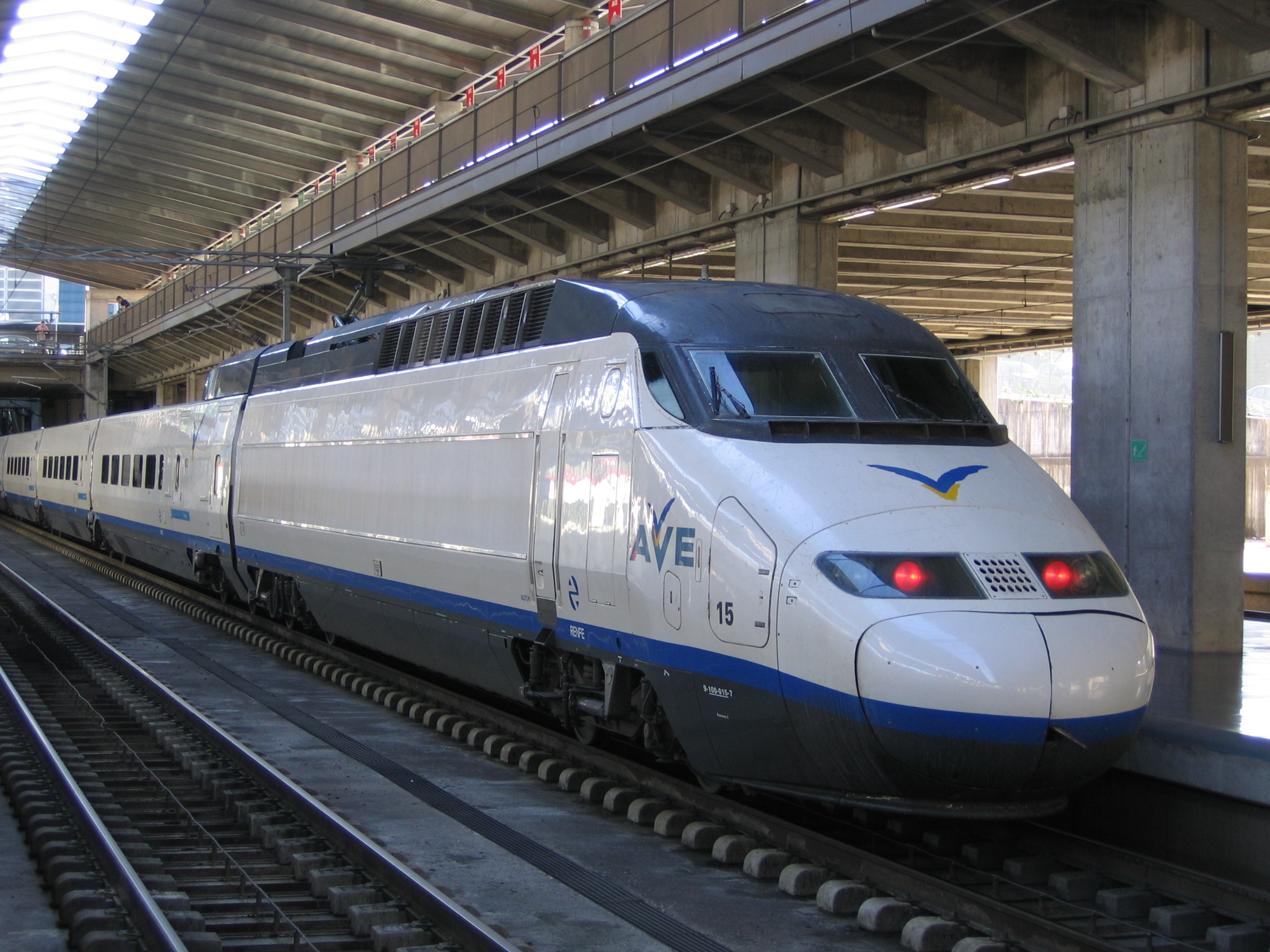
Un tren AVE en la estación de Córdoba.

El Nuevo Acceso Ferroviario a Andalucía (NAFA) es un proyecto de los años 1980 para construir un nuevo acceso ferroviario que conectara el centro de la península ibérica con Andalucía, evitando así el lento, largo y congestionado paso de Despeñaperros. La evolución del proyecto hizo que este nuevo paso terminara formando parte de la línea de alta velocidad Madrid-Sevilla, que a su vez forma tronco común con la línea de alta velocidad Córdoba-Málaga.

## Historia
Durante la década de 1980 el intenso tráfico de trenes por el paso de Despeñaperros lo convirtió en un auténtico cuello de botella para la conexión ferroviaria hacia Andalucía. En aquel momento se planteó la posibilidad de construir una nueva línea más directa y de mejores condiciones entre Madrid y Córdoba, desde donde los trenes podrían continuar hacia el resto de Andalucía. Ya había antecedentes en ese sentido. El Plan Guadalhorce promovido por la dictadura de Primo de Rivera había propuesto la construcción de la línea Puertollano-Córdoba, si bien las obras nunca progresaron adecuadamente y el proyecto acabaría siendo abandonado durante la década de 1960.
El proyecto inicial del llamado Nuevo Acceso Ferroviario a Andalucía (NAFA) partía de Getafe y llegaba a Alcolea, por lo que no era necesario construir nuevos accesos a Córdoba y Madrid. Para ello se tomaba como base la histórica línea Madrid-Ciudad Real, inaugurada en 1879. La parte más difícil de la línea sería la salida de Andalucía, construyendo una infraestructura completamente nueva que atravesara Sierra Morena hasta llegar a la meseta manchega. Entre Puertollano y Ciudad Real la línea se compartiría con la Manzanares-Badajoz. La línea podría ser utilizada por cualquier tipo de tren entre el centro de España y Andalucía, incluyendo los mercancías.
Las obras ya se habían iniciado en el tramo Getafe-Alcolea cuando se comenzaron a realizar cambios sobre lo que hasta entonces sería una línea convencional. Se tomaron innovaciones en la construcción de líneas que en la época eran utilizadas en otras nuevas líneas europeas, como la de Hannover a Wurzburg: los postes para la catenaria, lejos de los diseños metálicos hasta entonces mayoritarios en España, fueron de hormigón; o los tradicionales postes hectométricos de posición empleados por RENFE hasta entonces fueron sustituidos por grandes carteles colocados sobre los postes de la catenaria. Sin embargo, el mayor cambio en el diseño de la línea se tomó el 9 de diciembre de 1988: se decidió que el NAFA, así como las nuevas líneas que se construyeran en el futuro, fueran de ancho estándar (1.435 mm). En esta decisión se cree que pesaron dos factores: 
- El acortamiento en los plazos de entrega del material rodante, pues las constructoras podrían seguir usando los planos existentes y no tendrían que construir versiones específicas de los boogies para vía ancha. Este acortamiento era que la nueva línea pudiera ser utilizada en la Expo 92.
- La oportunidad que suponía usar el NAFA y la resultante LAV Madrid-Sevilla como avanzadilla del ancho de vía europeo en España. Por entonces ya estaba decidido reemprender los estudios de la línea Madrid-Barcelona-Frontera francesa, que sumada a la de Sevilla supondría un eje de más de 1000 km de largo por el que los trenes del extranjero podrían llegar hasta zonas muy diversas del territorio nacional.

El cambio del ancho modificó por completo el carácter del proyecto, pues pasó de ser un nuevo acceso a toda Andalucía a ser una isla de la que los trenes no podían salir al resto de la red. Ello obligó a renunciar a los trenes de mercancías, construir accesos a Madrid y Córdoba y tener que hacer la línea nueva entre Ciudad Real y Puertollano. Además, para que los trenes pudieran llegar hasta la Expo 92, fue necesario continuar la línea hasta Sevilla, por lo que el nuevo acceso pasó a ser la línea de alta velocidad Madrid-Sevilla.
Para poder utilizar la línea de alta velocidad Madrid-Sevilla como acceso al resto de Andalucía, era necesario utilizar trenes que fueran capaces de circular por los dos tipos de ancho. RENFE utilizaba tecnología Talgo de cambio de ancho en los pasos fronterizos con Francia por lo que encargó la misma tecnología para esta línea, con cambiadores de ancho en Málaga y Córdoba. Los trenes Talgo 200 comenzaron a circular en 1993 entre Madrid y Málaga, Cádiz y Huelva.